# Блакас д’О, Пьер Луи
Пьер Луи Жан Казимир, герцог де Блакас д’О (1771-1839) — французский дипломат.
Родился в замке Вериньон у О (Aulps) в Провансе, во время Революции сражался в Вандее, позже ездил в Петербург с поручением выхлопотать для Бурбонов убежище в России, что Блака  и удалось. В 1799 году сражался под командой Суворова в Италии. 
После Реставрации 1814 г. Блакас был назначен министром Двора. Возведенный в 1816 г. в пэрское достоинство, занимал пост посла попеременно в Риме и Неаполе. Пользовался также безграничным доверием Карла X. Отказавшись присягнуть Луи-Филиппу, он был исключен из пэрских списков и последовал за Карлом X в изгнание. После смерти последнего в 1836 г. жил с герцогом Ангулемским в замке Кирхберт в Нижней Австрии, где он и умер. 
Собранные им колоссальные богатства он завещал графу Шамбору. Замечательны были его в высшей степени ценные коллекции искусства, особенно восточных медалей, описанные библиотекарем Рейно (Reinaud) в "Description des monuments musulmans du cabinet de B." (2 т., Париж, 1828).